# 苯丙哌林
苯丙哌林(benproperine)是一种镇咳药。用于替代可待因的中枢性止咳药物,拥有较强的止咳作用,未见成瘾性/依赖性,它已在中美洲和欧洲多个国家上市销售,以磷酸盐的形式制成片剂、糖衣片或糖浆。商品名包括意大利和瑞典的Blascorid、德国的Pectipront和Tussafug,以及斯堪的纳维亚的Pirexyl。成人推荐剂量为每日2-4次,每次25至50毫克,儿童每日1-2次,每次25毫克。不良反应包括口干、头晕、疲劳和胃灼热。